# Baltar (Orense)

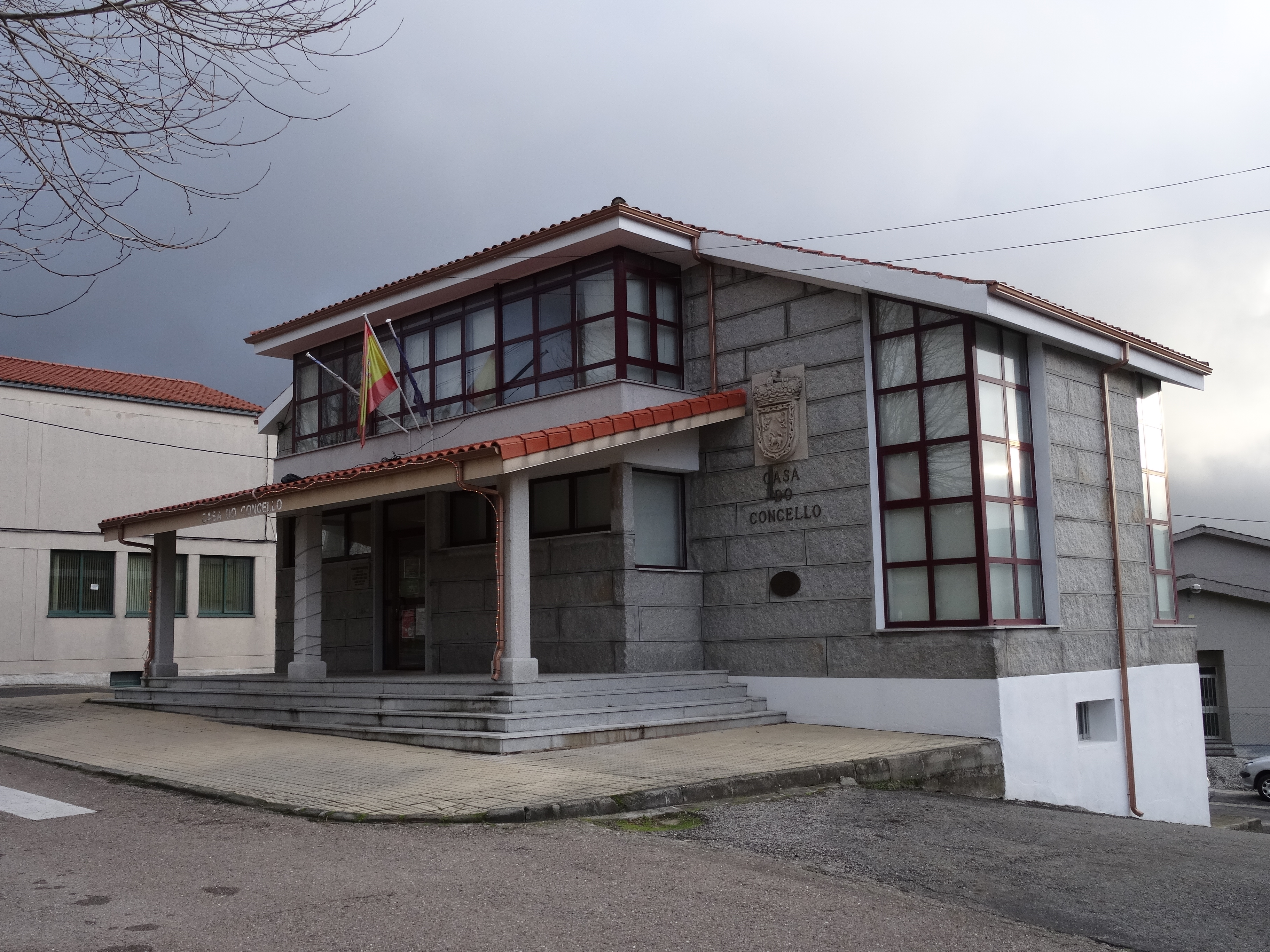
Casa concello Baltar

Baltar es un municipio perteneciente a la comarca de La Limia, en la provincia de Orense, Galicia, España.

## Geografía
Baltar es un Ayuntamiento de interior, con un relieve suave encajado entre los Montes de Montecelo y los Montes de Boullosa y la Sierra de Larouco al sur que, llegando a los 1300 m, constituye el límite natural con Portugal. Está regado por dos afluentes del río Limia, el río Faramontaos y el río Salas; el primero corre cara el norte y luego cara el oeste y el segundo hacia el sur.
El terreno es granítico, arenoso y poco fértil. Hay bosques de frondosas y coníferas en los valles y praderas principalmente en la Sierra de Larouco.
El Ayuntamiento está atravesado por la carretera que lleva a Ginzo de Limia, la OU-1110.
Se da una oscilación térmica acusada (14 °C), con temperaturas medias anuales bajas (10 °C).

## Historia
El territorio estuvo poblado los por los límicos hasta el siglo I, en el que fueron invadidos por tribus bárbaras. Es posible que en el lugar de Dourique tuviera lugar una batalla entre el rey de Portugal y los moros. En época medieval, era posesión de la Casa de Monterrei.
Parte del Ayuntamiento ―el lugar de las Maus― constituyó hasta 1868 Coto Mixto. Ese año, con la entrada en vigor del Tratado de Lisboa de 1864, todo el Coto Mixto fue incorporado a Baltar, los lugares de Rubiás y Santiago pidieron ser integrados en el Ayuntamiento de Calvos de Randín, solicitud que fue aprobada por la Diputación Provincial de Orense  en 1870 y se hizo vigente el año siguiente.

## Geografía humana

### Demografía
Cuenta con una población de 853 habitantes (INE 2024).
| Gráfica de evolución demográfica de Baltar entre 1842 y 2021                                                          |
| |
| Población de derecho según los censos de población del INE. Población de hecho según los censos de población del INE. |

### Organización territorial
El municipio está formado por quince entidades de población distribuidas en siete parroquias:
- Abades (San Pelayo)[7]
- Baltar (San Bartolomé)[8]
- Garabelos[5][9]
- Niñodaguia (San Lorenzo)[10]
- Tejones[5] (Santa María)[11]
- Tosende (San Lorenzo)[12]
- Villamayor de la Boullosa[5] (Santa María)[13]

### Economía
Predomina el sector primario de autoconsumo (50 % de la población), seguido de la construcción (20 %), los servicios (20 %) y la industria (5 %). El 45 % del suelo es forestal, el 20 % son praderas y el 35 % se dedica a sembrar patatas, centeno, maíz, berzas de la huerta, etc. Se crían cerdos, vacas , ovejas y conejos.

## Cultura
En la zona comprendida entre los ríos Salas y Faramontaos se encuentran las ruinas de un lugar conocido como Saler, del que se dice que proveen el nombre del río.
El sivo es el traje típico de la zona y se hacía con lino.
En la parroquia de Santa María de Tixós se encuentra uno de los hornos más antiguos del Ayuntamiento así como un crucero y un peto de ánimas.